# Carvel Rock (Britanski Djevičanski otoci)
Carvel Rock je nenaseljena hrid na Britanskim Djevičanskim otocima u Karibima. Nalazi se na južnom rubu otočja, južno od i otprilike između otoka đumbira i otoka Cooper.
Spužvama prekrivene gromade i vatreni koralji stvaraju stanište za razne ribe — murina Gymnothorax funebris, ribe Haemulon flavolineatum, Acanthurus coeruleus, Cantherhines macrocerus i druge.
Prema izbještajima ronilaca, u vodama oko otoka se mogu vidjeti morske pse, barakude, murine, jastoge, Ophioblennius atlanticus, Epinephelinae, Balistes vetula, Melichthys niger, Hemichromis, glavoče, skuše, Scomberomorus cavalla, rod Aulostomus, Equetus punctatus i Enneapterygius tutuilae.